# Orkaan Dennis
Orkaan Dennis was een tropische cycloon die op 4 juli 2005 ontstond uit een tropische depressie. De storm was een van de eerste stormen van het Atlantisch orkaanseizoen van 2005. Het was namelijk de vierde storm, tweede orkaan en de eerste majeure orkaan van dat seizoen.

## Ontstaan en ontwikkeling
Tropische depressie 4 vormde zich juist ten westen van de bovenwindse eilanden op 4 juli. Hij trok in westnoordwestelijke richting en nam snel in kracht toe. Voordat tropische depressie 4 de naam Dennis kreeg, werd reeds voorspeld dat hij zou uitgroeien tot een orkaan in de 3e categorie. Op 5 juli werd Dennis een tropische storm en op 6 juli een orkaan. Op 7 juli trok Dennis tussen Jamaica en Haïti, terwijl hij uitgroeide tot een categorie 4 orkaan en de hoogste windsnelheden bereikte voor een orkaan vóór de aanvang van augustus. Dit record viel 9 dagen later door Emily. Op 8 juli trok Dennis Cuba over, langs de hoofdstad Havana. Dennis verzwakte boven Cuba en won weer aan kracht boven de Golf van Mexico. Hij bereikte opnieuw categorie 4, maar kwam als categorie 3 orkaan aan land ten zuidoosten van Pensacola, Florida. Dennis eiste ten minste 71 mensenlevens; 44 op Haïti, 16 op Cuba en 10 in Florida. Vele mensen in Haïti werden vermist. Dennis was de ergste orkaan die Cuba trof sinds orkaan Flora in 1963. Dennis veroorzaakte tussen de $4 miljard en $6 miljard dollar schade. In april 2006 werd de naam Dennis geschrapt van de lijst van stormnamen die om de 6 jaar worden gebruikt, waardoor de naam in geen enkel seizoen meer terugkomt, vanwege de schade en slachtoffers die de orkaan heeft gemaakt.

## Afbeeldingen
|  |  |  |